# Arthur Gerick
Arthur Gerick (auch Gerigk) (* 25. August 1888 in Zoppot; † 24. November 1967 in Grasdorf) war Landtagsabgeordneter in der Freien Stadt Danzig (SPD Danzig).
Arthur Gerick erlernte nach der Volksschule den Beruf eines Sattlers. Gerick, der aus der Kirche ausgetreten war, heiratete 1918. Er lebte als Angestellter in Danzig.
Er trat der SPD bei und wurde für seine Partei bei der Wahl zur verfassungsgebenden Versammlung in Danzig 1920 in den Landtag gewählt. Er blieb vier Wahlperioden bis 1930 Mitglied im Volkstag.
Nach der Flucht aus Danzig wohnte er zunächst in Halle a. d. Saale. 1950 flüchtete er aus der SBZ zunächst nach Berlin-Lichtenberg, dann nach Grasdorf bei Neuenhaus. Seit 1951 lebte er in Wermelskirchen und seit 1967 erneut in Grasdorf. Er war als Angestellter tätig.